# Миусская волость
Миусская во́лость — административно-территориальная единица, входившая в состав Новоузенского уезда Самарской губернии.
Административный центр — село Миусс (ныне село Ершовского района Саратовской области).
Население волости составляли преимущественно русские, мордва и немцы.
В период до установления советской власти волость имела аппарат волостного правления, традиционный для таких административно-территориальных единиц Российской империи.
Волость располагалась на севере Новоузенского уезда, на границе с Николаевским уездом. Согласно карте уездов Самарской губернии издания губернского земства 1912 года на востоке волость граничила с Верхне-Кушумской волостью, на юго-востоке и юге - с Новотроицкой волостью, на западе - с Верхне-Караманской волостью.
Территория бывшей волости является частью земель Ершовского, Фёдоровского и Марксовского районов Саратовской области (административный центр области — город Саратов).

## Состав волости
| № | Населённые пункты (хутора с численностью населения ≥ 100 чел.) | Население (1889 год) | Население (1910 год) | Преобладающие национальности, вероисповедания | Современное состояние           |
| - | -------------------------------------------------------------- | -------------------- | -------------------- | --------------------------------------------- | ------------------------------- |
| 1 | село Миусс                                                     | 1643                 | 2350                 | русские и мордва, православные                | село, Ершовский район           |
| 2 | деревня Степановка 1-я                                         | 33                   | 28                   | русские, православные                         | не существует                   |
| 3 | деревня Степановка 2-я                                         | -                    | 42                   | русские, православные                         | не существует                   |
| 4 | деревня Карповка                                               | 239                  | 310                  | русские, православные                         | не существует                   |
| 5 | деревня Ковелинка (Константиновка)                             | 254                  | 430                  | русские, православные                         | село, Ершовский район           |
| 6 | деревня Коптевка                                               | 215                  | 307                  | русские, православные                         | село, Ершовский район           |
| 7 | село Чугунка                                                   | 320                  | 492                  | мордва, православные                          | село, Ершовский район           |
| 8 | хутор Базельский                                               | 275                  | 465                  | немцы                                         | село Чкалово, Ершовский район   |
| 9 | хутор Суэтинский                                               | 108                  | 260                  | немцы                                         | село Нестерово, Ершовский район |